# Me and Bobby McGee
"Me and Bobby McGee" är en sång skriven 1969 av Kris Kristofferson och Fred Foster och som först framfördes 1969 av Roger Miller på hans album Roger Miller 1970. Kris Kristofferson släppte den också på singel 1969.
Ett flertal musiker har gjort covers på sången, däribland Janis Joplin på sitt postuma album Pearl, vars version är den mest kända och finns med på Rolling Stones lista över 500 bästa låtarna. Även artister som Johnny Cash och Grateful Dead har gjort inspelningar av sången, och Dolly Parton på albumet Those Were the Days 2005. Bill Haley spelade in sången, den utgavs bland annat på en singel av svenska skivbolaget Sonet.  Sångerskan Pink har spelat låten på konserter.
Lalla Hansson gjorde en svensk version 1971 på sitt debutalbum Upp till Ragvaldsträsk och sången hette då "Anna & mej". Låten gick upp på Tio i topp och är en av titlarna i boken Tusen svenska klassiker (2009).
Under titeln "Jag och Bosse Lidén" finns låten i en annan svenskspråkig version, av Cornelis Vreeswijk, och återfinns på albumet Getinghonung från 1974.
En tredje version på svenska, med titeln "På grund av en sång", släpptes 1983 av Alf Robertson på albumet Det kommer från hjärtat.
Även Caroline af Ugglas har gjort en cover på sången på sitt album Joplin på svenska, och den hette då "Bobby McGee" 2007.
Lill Lindfors gjorde en tolkning av låten i programmet Dom kallar oss artister.